# Chelonus maculibasis
Chelonus maculibasis är en stekelart som först beskrevs av Vladimir Ivanovich Tobias 2000.  Chelonus maculibasis ingår i släktet Chelonus och familjen bracksteklar. Inga underarter finns listade i Catalogue of Life.